# Oedipoda caerulescens
El saltamontes de alas azules (Oedipoda caerulescens) es una especie de insecto ortóptero de la familia Acrididae.

## Características
Tiene una longitud aproximada de entre 1,5 y 2,8 cm. Presenta una coloración del ocre al gris, altamente mimética, con tres bandas transversales oscuras características sobre el ala. Las alas traseras son de color azul brillante.
El período reproductivo se corresponde con la temporada estival. La deposición de los huevos se realiza sobre el suelo y las ninfas salen en la primavera subsiguiente mutándose en adultos. Se alimentan de diversos tipos de hierba.
Está difundido en la Europa meridional y central. Se encuentra también en Asia menor y en el Norte África.
Se puede observar en suelos áridos y soleados, con escasa vegetación y en terrenos pedregosos.

## Distribución
Esta especie se encuentra en Europa, el norte de África y Asia.
Recientemente fue redescubierta en las islas maltesas.

## Galería de imágenes

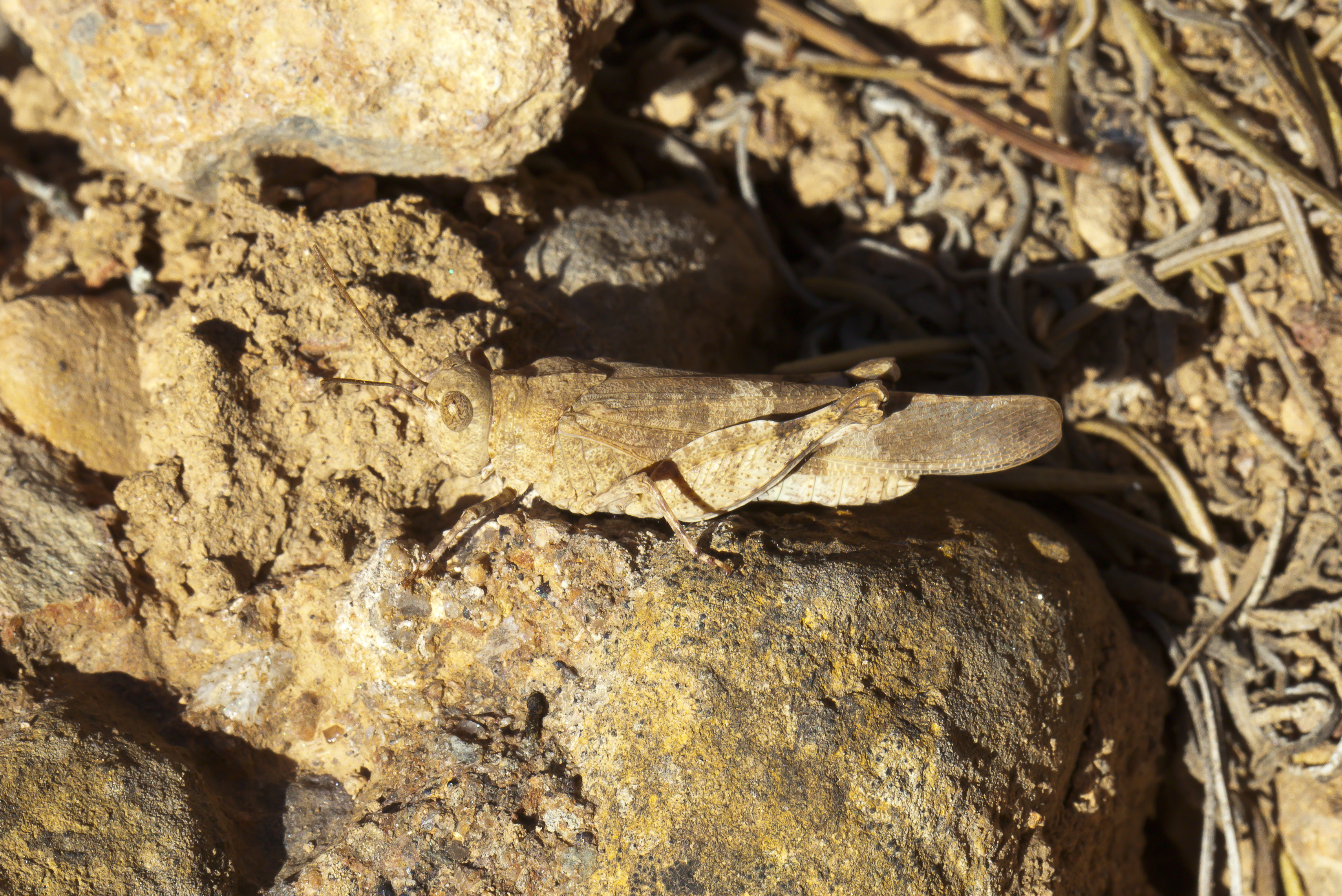
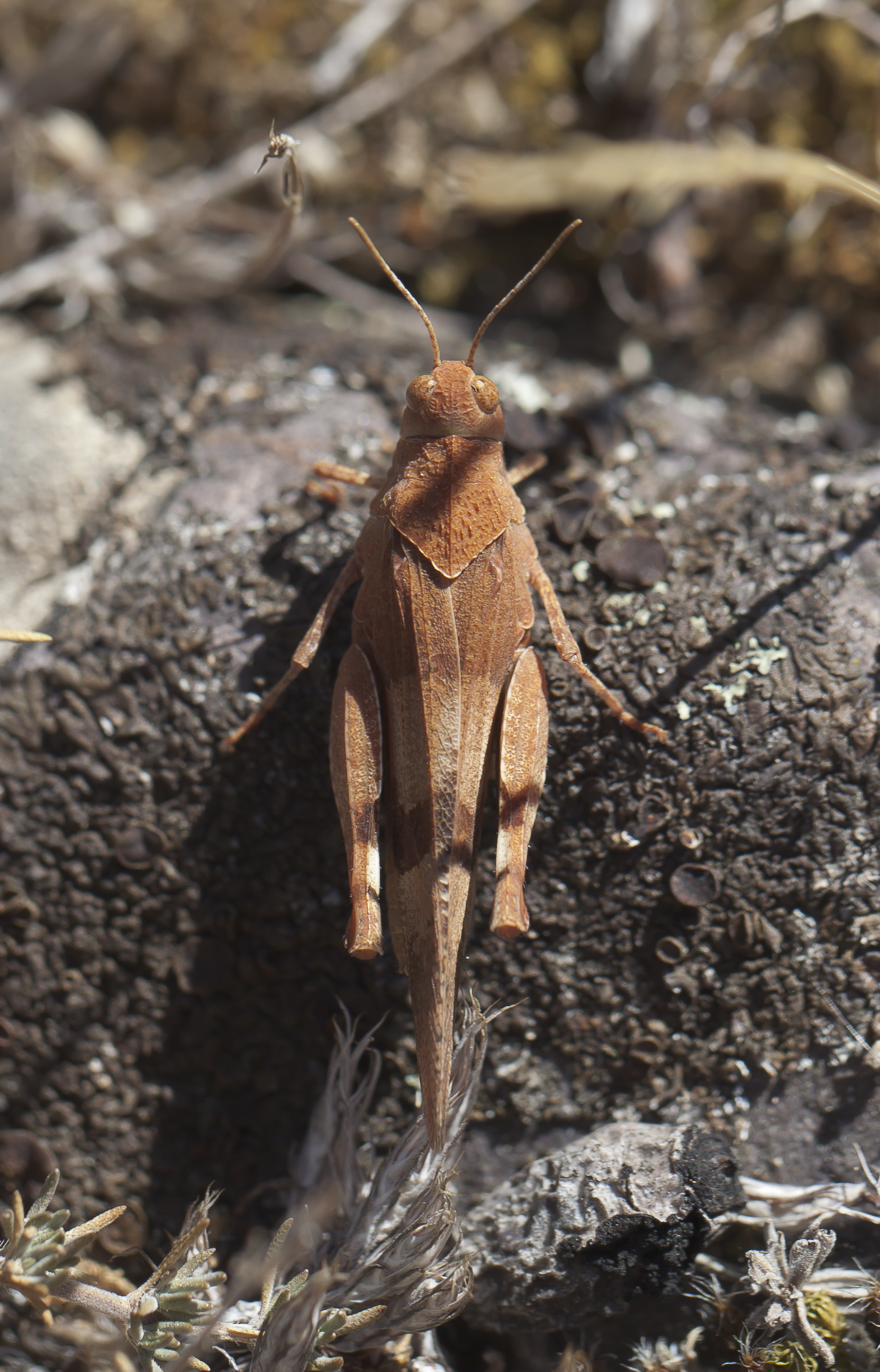
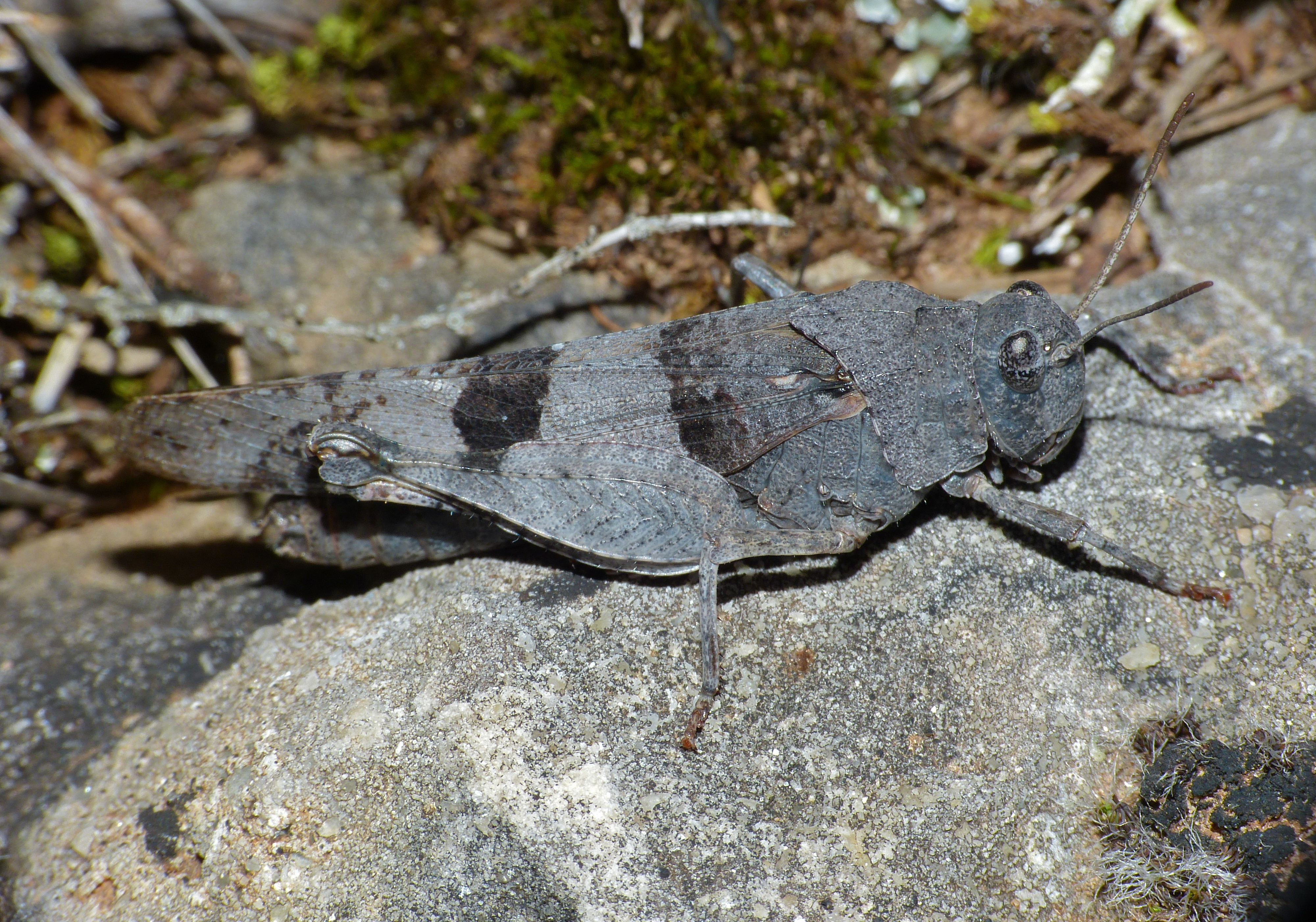

## Subespecies
- Oedipoda caerulescens armoricana Sellier, 1948
- Oedipoda caerulescens caerulescens (Linnaeus, 1758)
- Oedipoda caerulescens nigrothoracica Görtler, 1948
- Oedipoda caerulescens sulfurescens Saussure, 1884